# Макдауъл (окръг, Западна Вирджиния)
Окръг Макдауъл (на английски: McDowell County) е окръг в щата Западна Вирджиния, Съединени американски щати. Площта му е 1386 km², а населението – 21 326 души (2012). Административен център е град Уелч.